# Margarete Behm

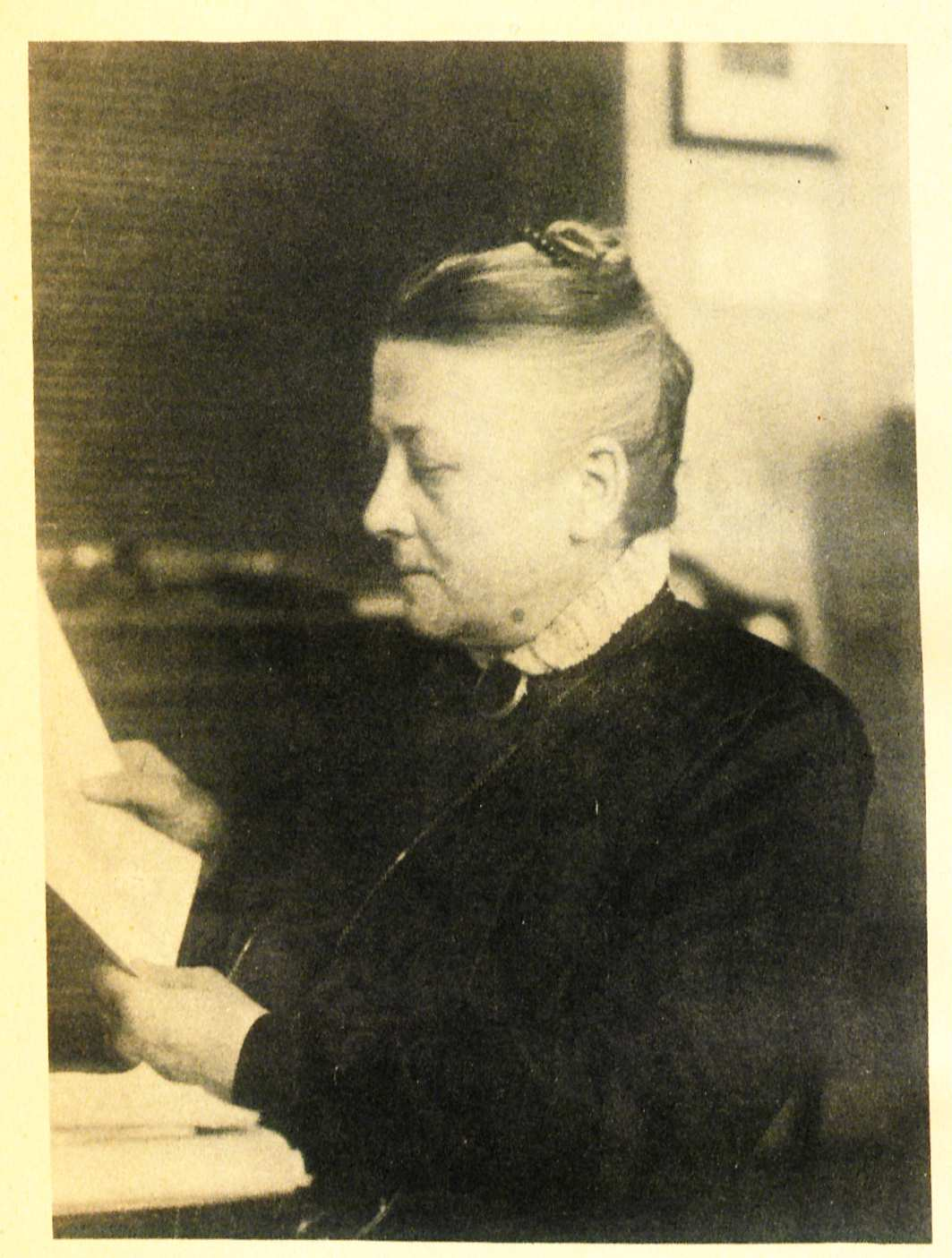
Margarete Behm (vor 1920)

Margarete Behm (* 3. Mai 1860 in Lehndorf, Kreis Liebenwerda; † 28. Juli 1929 in Berlin) war eine deutsche Gewerkschafterin und später Politikerin der DNVP. Sie war Mitbegründerin des Gewerkvereins der Heimarbeiterinnen, der zu den christlichen Gewerkschaften zählte, und gab dessen Zeitung „Die Heimarbeiterin“ heraus. Behm gehörte 1919/20 der Weimarer Nationalversammlung an und war anschließend bis 1928 Mitglied des Reichstages.

## Leben und Beruf

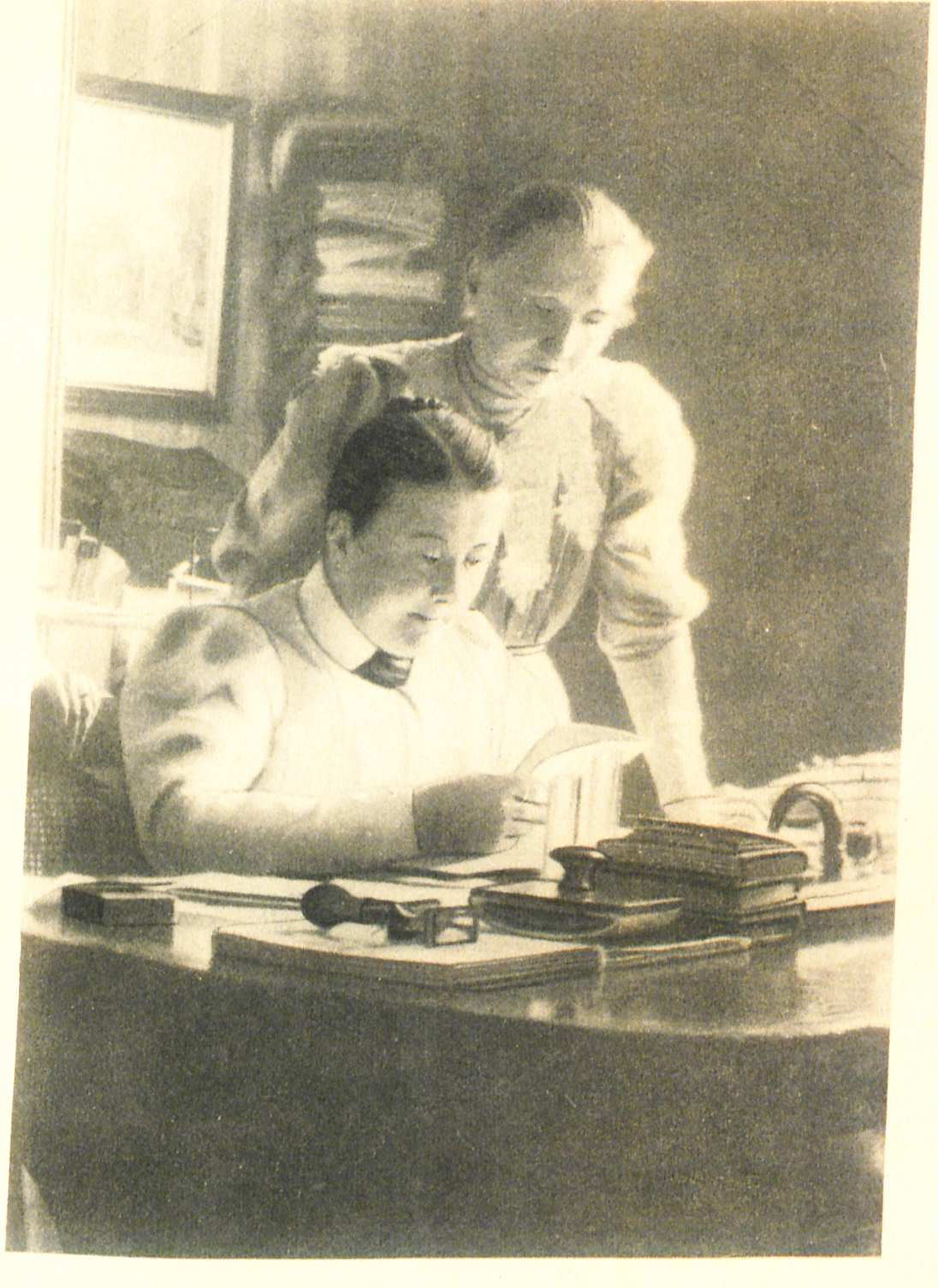
Margarete Behm mit Assistentin Therese de la Croix als Gewerksvereinsvorsitzende (vor 1909)

Der Vater der 1860 geborenen Margarete Behm war ein armer Gutspächter, ihre Mutter verlor sie frühzeitig. Nach dem Besuch der Dorfschule in Koßdorf in der Provinz Sachsen ging Behm, die evangelischen Glaubens war, bis 1876 auf die Heinemannsche Höhere Töchterschule in Stolp (Pommern). Anschließend absolvierte sie das Proßsche Lehrerinnenseminar in Berlin und war ab 1879 als Lehrerin an der Proßschen höheren Töchterschule tätig. Nachdem sie 1884 in den Staatsdienst gewechselt war, unterrichtete sie zunächst an der 22., später an der 143. Gemeindeschule in Berlin (bis 1905).
1897 begann Behm ihr Lebenswerk: Die Organisation der Heimarbeiterinnen, die bisher der Lohndrückerei schutzlos ausgeliefert waren. Durch viele Hausbesuche organisierte sie den Gewerkverein der Heimarbeiterinnen Deutschlands und gab ab 1900 die Zeitschrift Die Heimarbeiterin heraus. Sie sagte: „Die Arbeit miteinander gilt nach wie vor in erster Linie dem Aufwärtsstreben der Arbeiterschaft. Als Letztes, Tiefstes aber trägt uns alle die Liebe zum Vaterlande und das Vertrauen auf Gott.“ Der Gewerkverein gehörte zu den Christlichen Gewerkschaften.
Ab 1905 war Behm Vorsitzende des Gewerkvereins der Heimarbeiterinnen Deutschlands für Zehlendorf. Sie organisierte Rechtsschutz, Arbeitslosenunterstützung, Krankengeldzuschuss, Wöchnerinnenbeihilfe, Weiterbildungskurse, Versicherungen, Einkaufsgenossenschaften, Erholungsheime und führte vor allem Lohnverhandlungen mit den Arbeitgebern. Einfluss bekam sie auch durch ihre Wahl zur Reichstagsabgeordneten. So wurde sie die Führerin von Tausenden von Frauen. Sie sagte dazu: „Im Christentum liegen die starken Wurzeln unserer Kraft.“
Sie lebte gemeinsam mit ihrer engsten Mitarbeiterin Margarete Wolff von 1910 bis 1919 im „Haus Lehndorf“ in Berlin-Zehlendorf. Erholungsurlaube verbrachten sie gemeinsam im Schloss Labers bei Meran. Da das Haus in Zehlendorf etwas einsam gelegen war, zogen sie 1919 um in eine Stadtwohnung nach Berlin-Charlottenburg. Bei Veranstaltungen trat sie als warmherzige und mitreißende Rednerin auf. Nach ihrem Tod wurde ihr Sarg von einem großen Trauerzug begleitet. 1925 bekam sie von der Universität Greifswald den Ehrendoktortitel in der Medizin.

## Partei

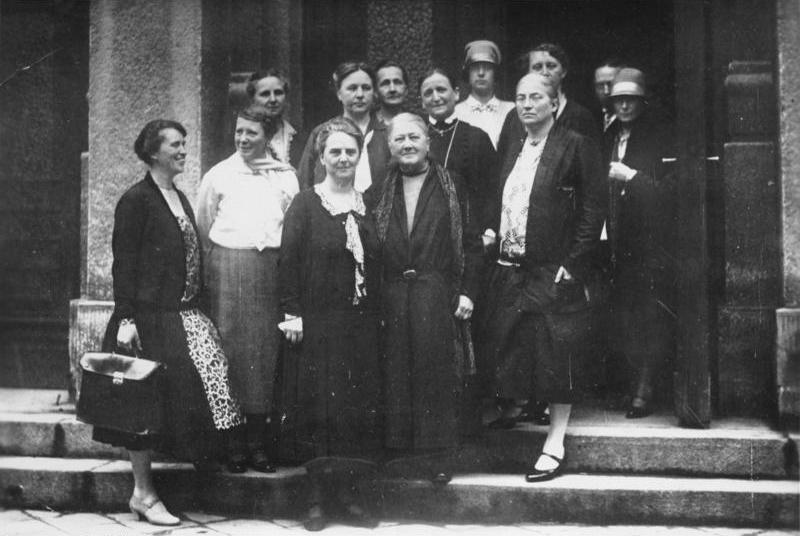
Auf einem DNVP-Parteitag in Königsberg, von links: Elsa Hielscher-Panten, Else von Sperber, Annagrete Lehmann, dahinter Magdalene von Tiling, Margarete Behm, dahinter Therese Deutsch, Helene Freifrau von Watter, Paula Müller-Otfried, dahinter Ulrike Scheidel

Behm beteiligte sich 1918 an der Gründung der DNVP, deren Reichsfrauenausschuss sie bis 1923 leitete. Männlichen Fraktionsgenossen trat sie selbstbewusst entgegen und ließ sich nicht beeinflussen.

## Abgeordnete

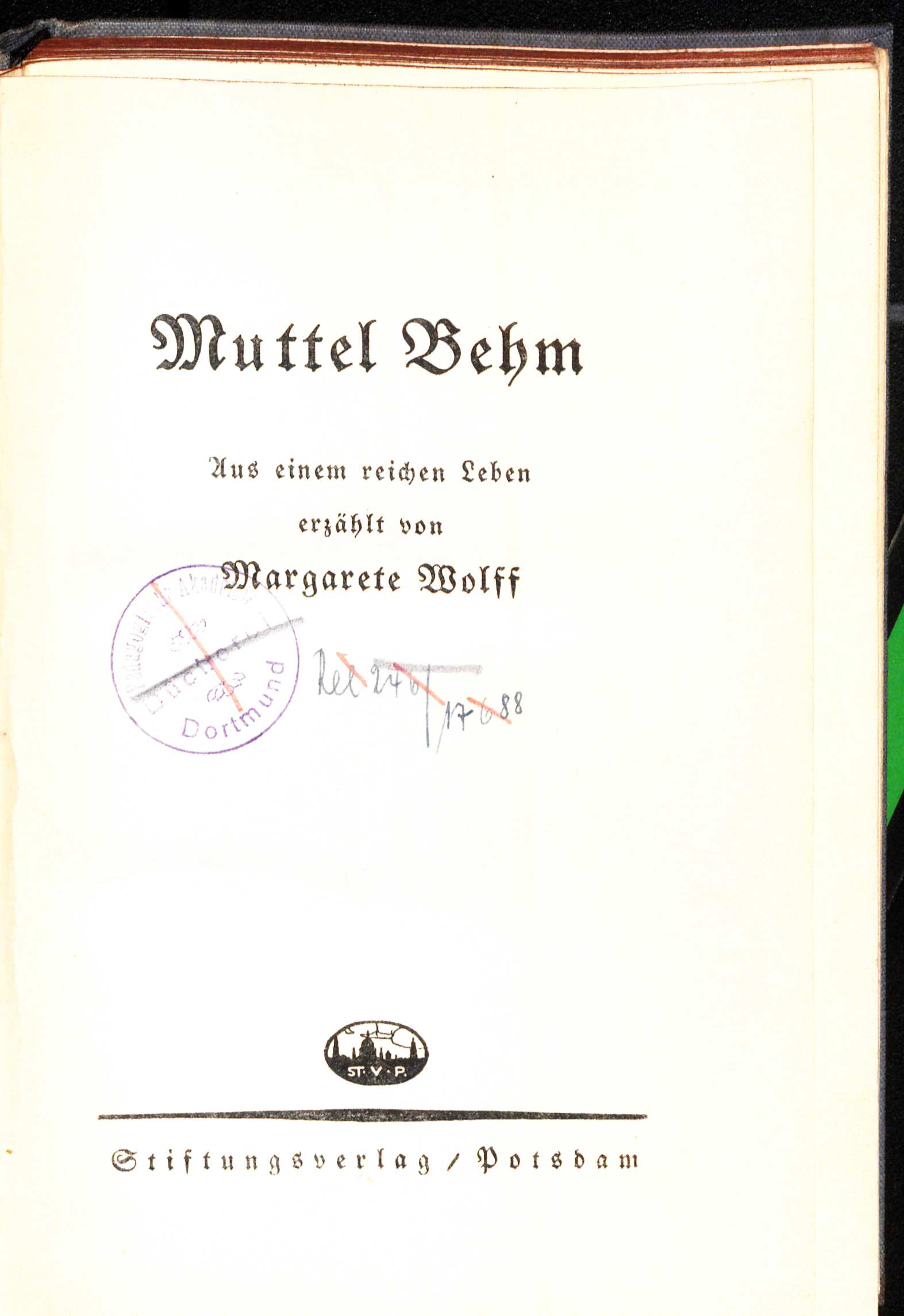
Muttel Behm (1930)

Behm gehörte 1919/20 der Weimarer Nationalversammlung an. Anschließend war sie bis 1928 Reichstagsabgeordnete. Im Reichstag setzte sie 1922 die Einführung eines Versicherungsschutzes für Heimarbeiterinnen durch. Das entsprechende Gesetz wurde nach ihr „Lex Behm“ genannt.